# Федюшино (Ярославская область)
Федю́шино — деревня Шашковского сельского округа в Назаровском сельском поселении Рыбинского района Ярославской области .
Деревня расположена примерно в 500 м на восток от относительно крупной деревни Новый Посёлок, на левом берегу небольшого безымянного ручья, левого притока Колокши. На северо-запад от деревни за эти ручьем Титовское. От Федюшино в направлении на северо-восток идет проселочная дорога к Сыроежино и далее по левому берегу Колокши к Шестовскому .
Деревня Федюшина указана на плане Генерального межевания Романовского уезда 1790 года
На 1 января 2007 года в деревне числилось 7 постоянных жителей. Почтовое отделение Ераково обслуживает в деревне Федюшино 14 домов.